# Ronaldo Cunha Lima
Ronaldo José da Cunha Lima GOMM (Guarabira, 18 de março de 1936 — João Pessoa, 7 de julho de 2012) foi um advogado, escritor e político brasileiro filiado ao Partido da Social Democracia Brasileira (PSDB). Pela Paraíba, foi governador, senador e deputado federal e estadual, ambos durante dois mandatos. Pela cidade de Campina Grande, foi prefeito por dois mandatos e vereador.
Também foi conselheiro federal da Ordem dos Advogados do Brasil e membro da Academia Paraibana de Letras.
Em novembro de 1993, cometeu um atentado contra a vida do ex-governador da Paraíba Tarcísio Burity, em quem disparou três tiros. Tendo sido denunciado perante o Supremo Tribunal Federal por tentativa de homicídio, renunciou ao mandato de deputado federal perto da data do julgamento em 2007, perdendo o foro especial e atrasando a ação penal, que jamais chegou a ser julgada.
Morreu aos 76 anos, devido a um câncer no pulmão do qual sofria desde 2011. Era pai de Cássio Cunha Lima, ex-governador e ex-senador da Paraíba, e avô de Pedro Cunha Lima, deputado federal.

## Biografia
Estudou no Colégio Pio X e no Colégio Estadual do Prata em Campina Grande. Bacharelou-se em Ciências Jurídicas pela Faculdade de Direito da Universidade Federal da Paraíba. Foi casado com Maria da Glória Rodrigues da Cunha Lima com quem tem 4 filhos: Ronaldo Cunha Lima Filho, Cássio Cunha Lima, Glauce (Gal) Cunha Lima e Savigny Cunha Lima.
Em 1951 iniciou a vida como vendedor de jornais, depois como garçom, no restaurante do seu irmão Aluísio, e trabalhou na Associação Comercial de Campina Grande, na Rede Ferroviária do Nordeste e no Cartório de Dona Nevinha Tavares. Tudo isso para custear os seus estudos e ajudar nas despesas domésticas, porque o seu pai, Demóstenes Cunha Lima, ex-prefeito de Araruna,  faleceu muito cedo, deixando sua mãe Dona "Nenzinha" com a responsabilidade de criar e educar uma família numerosa. Ronaldo também desde jovem já demonstrava vocação para a política.

## Carreira política
Ainda estudante, Ronaldo foi representante estudantil e vice-presidente do Centro Estudantil Campinense.
Começou a sua carreira política sendo vereador de Campina Grande pelo Partido Trabalhista Brasileiro (PTB), deputado estadual por dois mandatos, e prefeito eleito em 1968, já pelo Movimento Democrático Brasileiro (MDB). Em 14 de março de 1969 teve os seus direitos políticos cassados, passando dez anos no ostracismo, indo para São Paulo e depois para o Rio de Janeiro recomeçando a sua carreira de advogado. Anistiado, em 1982, foi reconduzido à prefeitura de Campina Grande pelo voto popular, no seu mandato à frente da PMCG (1983/1989) teve como vice-prefeito Antônio de Carvalho Souza, um vice muito atuante na Administração, o qual assumiu a titularidade da gestão por trinta e três vezes no curso do mandato. Reconstruiu o Parque do Povo que por sua vez foi idealizado e primeiramente construído pelo ex-deputado federal Enivaldo Ribeiro, a terceira adutora, a Casa do Poeta, dentre outras obras. Foi governador do estado da Paraíba (1991/1994), Senador da República (1995/2002) e foi deputado federal, eleito em pela 1ª vez em 2002 com mais de 95 mil votos e reeleito em 2006 com 124.192 votos.
Em 1993, como governador, Lima foi admitido pelo presidente Itamar Franco à Ordem do Mérito Militar no grau de Grande-Oficial especial.
Em 5 de novembro de 1993, Tarcisio Burity encontrava-se no restaurante Gulliver em João Pessoa, quando foi abordado por Cunha Lima, seu sucessor no governo, que disparou três tiros contra ele, porque não aceitava as duras acusações de corrupção que Burity fizera a Cássio Cunha Lima, na época superintendente da extinta SUDENE.  Burity ficou vários dias em coma, mas sobreviveu ao ataque, vindo a falecer dez anos após o ocorrido.

## Poesia
Membro da Academia Campinense de Letras, Membro do Conselho Federal da OAB. Ronaldo Cunha Lima ingressou na Academia de Letras em 11 de março de 1994, saudado pelo acadêmico Amaury Vasconcelos. Em 2004, Ronaldo foi indicado para ocupar uma cadeira na Academia Paraibana de Letras (APL).
Ronaldo, lançou, entre outros livros, são eles:
- 50 canções de amor e um poema de espera, 1955;[6]
- Alice Carneiro: Imagem da Mulher Paraibana a Serviço das Grandes Causas, 1977
- Perfil do Município, 1984;
- 13 Poemas Pinturas de Carlos Furtado, 1986
- Estado e Município na Reprodução do Espaço, 1991;
- Poemas de sala e quarto, 1992;
- A Serviço da Poesia, 1993
- Versos gramaticais, 1994;
- A Seu Serviço, 1995;
- Legislação Eleitoral, 1997;
- Livro dos tercetos - Em defesa da língua portuguesa (discurso no Senado Federal, 1998);[6]
- Sede de Viver Boqueirão - Ameaça de um Colapso, 1998;
- 3 seis, 5 setes, 4 oitos e 3 noves - grito das águas (discurso no Senado Federal, 1999);[6]
- A seu serviço II, 1999;[6]
- Efeito Vinculante, 1999;
- A seu serviço III, 2000;[6]
- Lei de Responsabilidade Fiscal, 2001;
- Roteiro sentimental – fragmentos humanos e urbanos de Campina Grande, 2001;[6]
- Poesias Forenses, 2002;
- Novo Código Civil - Exposição de Motivos e Texto Sancionado, 2002;
- Poemas amenos, amores demais, 2003;
- Gramática Poética, 2004;
- A Missa Em Versos e Outros Cantos de Fé, 2004
- Eu Nas Entrelinhas - Extratos e Retratos da Minha Vida, 2004;
- Breves e leves poemas, 2005;[6]
- Azul itinerante, poesia policrômica, 2006;
- Sal no rosto - sonetos escolhidos, 2006;
- Princípios e Teorias Criminais, 2006;
- As flores na janela sem ninguém - uma história em verso e prosa, 2007;
- Artesanato e Arte Popular na Paraíba, 2007;
- Frentes de Emergência - Uma Solução Definitiva, 2008;
- Velas Enfunadas, poemas à beira mar, 2010.

## Academia Paraibana de Letras
Ingressou na Academia Paraibana de Letras ocupando a cadeira número 14 em 11 de março de 1994, tendo como patrono Eliseu Elias César. Foi saudado pelo acadêmico Amaury Vasconcelos.

## Caso Gulliver
Em 5 de novembro de 1993, então no cargo de governador da  Paraíba, Ronaldo Cunha Lima disparou três tiros contra o seu antecessor, o ex-governador Tarcísio Burity (quando este almoçava com amigos) no Restaurante Gulliver em João Pessoa. Cunha Lima não teria aceitado as duras críticas e acusações que Burity supostamente fez ao seu filho Cássio Cunha Lima (na época do fato superintendente da SUDENE) em um programa de televisão local.
Tarcísio Burity ficou vários dias em coma, mas conseguiu sobreviver ao atentado. Ele morreu dez anos depois no dia 8 de julho de 2003, vítima de falência múltipla dos órgãos e de parada cardiocirculatória.

## Renúncia à Câmara Federal
No dia 31 de outubro de 2007 renunciou ao mandato de deputado federal como manobra para protelar o seu julgamento sobre o caso Gulliver. A carta de renúncia foi entregue à Mesa Diretora da Câmara dos Deputados. De acordo com a carta, a renúncia é "em caráter irrevogável e irretratável".
O Supremo Tribunal Federal já havia marcado o julgamento de processo contra Cunha Lima pelo atentado a vida do ex-governador Tarcísio Burity. Com a renúncia ao cargo, Ronaldo perde seu foro privilegiado e o processo volta ser enviado à Justiça Comum da Paraíba.

## Doença e morte
Seu filho Cássio confirmou no dia 26 de julho de 2011, através do Twitter, a situação da saúde de seu pai. Segundo Cunha Lima, um especialista do Hospital Sírio Libanês, em São Paulo, confirmou o diagnóstico como sendo adenocarcinoma no pulmão esquerdo, causado por fumo excessivo de cigarros. No início de 2012 foi diagnosticado em Ronaldo Cunha lima um quadro moderado de derrame pleural, sendo submetido a pleurodese na cidade de São Paulo. 
Já no início do mês de dezembro de 2011 deu entrada no Hospital da Unimed, em João Pessoa, sentindo dores no estômago, quando foi diagnosticada uma gastrite moderada.
Morreu no dia 7 de julho de 2012, em decorrência do câncer que tinha desde 2011, na sua residência, no bairro de Tambaú, em João Pessoa. Mais de 20 mil pessoas acompanharam seu cortejo, em  Campina Grande. Faleceu sem ser punido por atirar em Burity.